# Бранденбург (Прусия)
Вижте пояснителната страница за други значения на Бранденбург.
Провинция Бранденбург (на немски: Provinz Brandenburg) е централната част на Кралство Прусия. Съществува от 1815 до 1946 г.

## История
Тя е сред първоначалните 10 провинции (1822: 9, 1824: 8, 1850: 9, 1866 – 8: 12, 1878: 13), от които се състои държавата Прусия до нейното прекратяване след Втората световна война.
Образувана е през 1815 г. от Маркграфство Бранденбург и Ноймарк (Nowa Marchia) източно от р. Одер. На 1 април 1881 г. Берлин излиза от провинция Бранденбург и получава провинциални права. Столица е град Потсдам (1815 – 1827, 1843 – 1918) и Берлин (1827 – 1843, 1918 – 1946).